# Ayrton Senna nos meios de comunicação

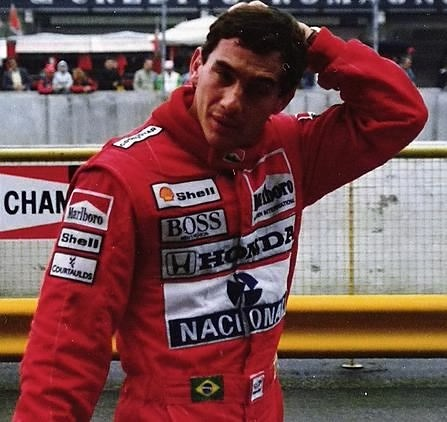
Ayrton Senna em Imola no ano de 1989

Ayrton Senna nos Meios de Comunicação é uma lista com todos os livros, documentários e programas especiais dos quais Ayrton Senna foi tema principal, bem como especiais em portais da Internet. A revista é outro meio de comunicação em que o piloto foi bastante explorado, Senna esteve presente em diversas capas, seja nacionais ou internacionais, esportivas ou não.
As campanhas criadas pelo Instituto Ayrton Senna, muitas das vezes em parceria com empresas, servem de divulgação do legado do piloto brasileiro nos meios de comunicação. Em 2014 foi criada a campanha Ayrton Senna Sempre. A Allianz Brasil igualmente criou uma campanha no ano de 2015, intitulada Meu Momento Senna. No Pulso do Brasil foi criada em 2016 para os atletas brasileiros nas Olimpíadas. Em 2019 foi a vez da Heineken criar a campanha Obrigado Senna, que tinha como objetivo sortear pares de ingresso para o GP Brasil de Fórmula 1.

## Documentários/Programas especiais
- 2019 - Conexão Repórter especial relembrou os 25 anos sem Ayrton Senna.[6]
- 2019 - Esporte Espetacular - Reportagem especial.[7]
- 2019 - SporTV - Programa Redação tratou dos 25 anos da morte do piloto.[8]
- 2019 - BandNews TV Docs - Documentário "25 anos sem  Ayrton Senna" no Band News.[9]
- 2019 - Programa Arquivo N da GloboNews.[10]
- 2015 - Ayrton: Retratos e Memórias - O Filme - Spin off da série homônima.[11]
- 2015 - Ayrton: Retratos e Memórias - Série em 10 episódios no Canal Brasil.[12]
- 2014 - Especial no programa Arquivo N da Globo News.[13]
- 2014 - Especial sobre Senna no SBT.[14]
- 2014 - Especial no canal Fox Sports.[14]
- 2014 - Reprise da entrevista concedida por Senna em 1986 para o programa Roda Viva da TV Cultura.[14]
- 2014 - Especial SporTV: "Dia Ayrton Senna do Brasil" - O Canal SporTV dedicou 1 dia inteiro com uma programação especial em homenagem aos 20 anos de sua morte. A programação começou com uma maratona de 10 corridas importantes na trajetória do piloto (as corridas foram mostradas na íntegra). Foram exibidos também o documentário "Senna" e dois programas especiais: uma edição ao vivo do "Linha de Chegada" e o "SporTV Repórter", chamado "Dia Ayrton Senna do Brasil", com uma coletânea de materiais inéditos e históricos sobre Senna.[15]
- 2014 - SporTV Repórter Especial - Exibido no dia 27 de abril, relembrou os últimos passos de Senna.[16]
- 2014 - Uma série de quatro episódios especiais dentro do Esporte Espetacular da TV Globo.[17]
- 2010 - Documentário Senna.[18]
- 2010 - Programa Top Gear (Episódio especial sobre a carreira do piloto na TV inglesa).[19]
- 2009 - Especial SporTV (programa especial sobre os 15 anos de sua morte).[20]
- 2005 - "Les derniers jours d'Ayrton Senna" (Sunset Presse e France-5) (exibido pelo canal GNT sob o nome "Os últimos dias de um ícone").[21]
- 2004 - Especial Jornal Nacional (reportagens durante uma semana sobre os dez anos de sua morte).[22]
- 2004 - Programa "Seismic Seconds" (aka: "Seconds From Disaster") da National Geographic episódio: "A morte de Ayrton Senna".[23]
- 2004 - Documentário "The Right to Win" (O Direito de Vencer).[24]
- 2004 - Documentário italiano "Ayrton Senna: L'Immortale".[25]
- 2004 - Ayrton Senna - Segredos e Saudades - Especial TV Record (Grupo Record).[26]
- 2004 - Especial no Globo Repórter (10 anos de morte).[27]
- 1999 - Especial no Grandes Momentos do Esporte (5 anos de morte).[28]
- 1998 - Documentário "A Star Named Ayrton Senna".[29]
- 1995 - Especial da TV Cultura (1 ano de morte).[30]
- 1995 - Documentário "Ayrton Senna" da BBC.[31]
- 1995 - Senna, Para Matar a Saudade - Especial da CNT[32]
- 1994 - Especial do SporTV.[33]
- 1994 - Especial da TV Cultura.[34]
- 1994 - Especial no Globo Repórter (semana da morte).[35]
- 1994 - Especial no Placar Eletrônico (dia da morte).[36]
- 1988 - Especial no Globo Repórter (primeiro título mundial).[37]
- 1986 - Acelere Ayrton (Especial exibido na Band em 18/03/1986)[38]
- 1983 - Ayrton Senna Especial – Do Kart à Fórmula 1[39]

### Documentários lançados diretamente em vídeo
VHS/DVD/Blu-ray
- Kart: História de Campeões (2016)[40]
- Ayrton Indimenticabile (2014)[41]
- The Last Teammate (2014)[42]
- Ayrton Senna: Chequered Flag to Green Light (2014)[43]
- Grand Prix Legends: Ayrton Senna (2013)[44]
- Ayrton Senna: Unauthorized & Complete (2012)[45]
- A Era dos Campeões (2011)[46]
- Ayrton Senna: The Will to Win (2009)[47]
- Ayrton Senna: Un Talent Immortel (2009)[48]
- Ayrton Senna: Il Mio Nome é Leggenda (2004)[49]
- Os Anos do Tri (2004)[50]
- Uma Estrela Chamada Ayrton Senna (1998) - Versão lançada no Brasil em 3 volumes[51]
- Senna: L'Uomo e Il Campione (1995)[52]
- Driver's Eyes Ayrton Senna (1995)[53]
- Senna Fights Back (1993)[54]
- Ayrton Senna: Racing Is in My Blood (1992)[55]
- Ayrton Senna Lifestyle in Brazil (1991) Foi exibido pela primeira vez no Brasil pela TV Manchete em 19 de outubro de 1991 com o nome de "Especial Ayrton Senna".[56]
- Ayrton Senna Especial (1991) - Lançamento da Manchete Video[57]
- The Inside Track: Senna and Mclaren (1991)[58]
- Valeu Ayrton (1990) - Homenagem do Banco Nacional[59]
- Ayrton Senna: Ma Vie Pour Gagner (1987)[60]
- Acelere Ayrton (1986) (Exibido primeiramente na Band, lançado posteriormente em VHS)[61]

### Documentários lançados na Internet
- Senna: The Test (2017) - Vídeo lançado no YouTube sobre o teste de Ayrton Senna na Penske em 1992.[62]
- Senna vs Brundle (2016)[63]

## Teatro

### Musicais
- 2018 - Io Beco (Eu sou Beco) - Itália[64]
- 2017-2018 - Ayrton Senna, O Musical - Brasil[65]

## Internet

### Especiais em Portais
20 anos de morte
- Daily Mirror (Reino Unido)[66]
- Daily Mail (Reino Unido)[67]
- Globo Esporte[68]
- Revista Veja[69]
- Portal UOL[70]
- Estado de São Paulo[71]

15 anos de morte
- Grupo Abril[72]
- Globo Esporte[73]
- Zero Hora[74]

10 anos de morte
- Portal Terra[75]
- Folha de S.Paulo[76]

## Comercias e Propagandas
- Comercial de TV da Sega - "Ayrton Senna Super Monaco GP 2" - Japão em 1992[77]
- Comercial de TV do Honda Prelude - Japão em 1992[78]
- Comercial de TV da Shell - Brasil em 1992[79]
- Comercial de TV do Governo Federal para a campanha; "Brasil X AIDS" - Brasil em 1989[80]
- Comercial de TV da Honda Shell - Japão em 1988[81]
- Comercial de TV da Marlboro - Brasil entre 1988 e 1993[82]
- Comercial de TV da De'Longhi (Caldissimo Formula One De'Longhi) - Itália em 1987[83]
- Comercial de TV do Banco Nacional - Brasil entre 1985 e 1993[84][85]
- Comercial de TV do John Player Special - Brasil entre 1985 e 1986[82]
- Comercial de TV do Ford Escort - Brasil em 1984[86]
- Propaganda em Jornais e Revistas do Ford Corcel II - Brasil em 1983[87][88]

### Homenagens póstumas
- Comercial de TV da Allianz Brasil - Brasil em 2015[89]
- Comercial de TV da Nike - Brasil em 2014[90]
- Comercial de TV da Gillette - Brasil em 2013[91]
- Comercial de TV da Embratel (Campanha Cidadão 21) - Brasil em 1999[92]

## Campanhas
- 2019 - Obrigado Senna - Campanha da Heineken criada para sortear pares de ingresso para o GP Brasil de Fórmula 1.[5]
- 2019 - Meu Ayrton - Campanha do Instituto Ayrton Senna quer saber; qual o seu Ayrton? Quais valores e princípios do piloto que impactam as pessoas?[93]
- 2016 - No Pulso do Brasil - Campanha criada pela agência "J.Walter Thompson", em parceria com o estúdio de animação Le Cube, a pedido do Instituto Ayrton Senna a fim de estimular os atletas brasileiros tanto nas Olimpíadas como nas Paraolimpíadas de 2016. Duas mil pulseiras foram criadas inicialmente, porém, com a grande repercussão, outras 32 mil pulseiras foram encomendadas, além de uma quantidade ainda maior que está prevista para ser distribuída.[4] Em junho de 2016, a campanha foi premiada em Cannes com o "Leão de Prata", na categoria "Mobile", no Cannes Lions International Festival of Creativity, principal premiação da propaganda mundial.[94]
- 2015 - Meu Momento Senna - Em 2015, em comemoração aos 55 anos de nascimento do tricampeão mundial de Fórmula 1, a Allianz Seguros, em parceria com o Instituto Ayrton Senna, lança a campanha "Meu Momento Senna", com depoimentos de fãs relatando o que representa um "Momento Senna" para cada um deles.[95]
- 2014 - Ayrton Senna Sempre - Em 2014 ocorreram várias homenagens ao brasileiro, lembrando os 20 anos sem Ayrton Senna. As homenagens começaram em 2013.[96]
- 2011 - Senna Tri - Campanha que lembrou os 20 anos do tricampeonato de Fórmula 1. Foi criado um site especial para a campanha, onde o mesmo foi acessado por 450 mil usuários únicos no período da promoção. Perguntas enviadas por internautas foram respondidas por Lewis Hamilton e Michael Schumacher. Além disso, mais de 325 mil selos "senna tri" foram distribuídos no Orkut. A ação obteve atenção da mídia, tanto na televisão como na Internet.[97]
- 2010 - Senna Vive - Campanha sobre os 50 anos de nascimento do piloto. Em poucos dias foram postadas no site, feito especialmente para a ocasião e no Twitter, 165 mil mensagens, tornando-se um sucesso, além de grande repercussão na mídia. Cada mensagem foi convertida em R$ 2,00 e repassados ao Instituto que leva o seu nome.[98]

## Capas de Revista
- Esquire (Reino Unido) - julho de 2016 - National Magazine Company[99]
- Revista Paris Match - 7 de dezembro de 2015 - Hachette Filipacchi Médias[100]
- Revista Época - 1º de junho de 2015 - Editora Globo (edição especial sobre o ano de 1985)[101]
- Esquire Weekend - maio de 2014 - Hearst Magazines[102]
- Revista GQ (Itália) - abril de 2014 - Conde Nast Publications[103]
- Revista MotorSport - maio de 2013 - Haymarket Consumer Media[104]
- Revista Racer - junho de 2012 - Haymarket Consumer Media[105]
- Revista Isto É - 28 de setembro de 2011 - Editora Três (edição especial: 35 anos da Isto É)[106]
- Revista Autosport - 18 de agosto de 2011 - Haymarket Consumer Media[107]
- Revista MotorSport - julho de 2011 - Haymarket Consumer Media[108]
- Revista ESPN - 13 de novembro de 2010 - Spring Editora[109]
- Revista MotorSport - fevereiro de 2010 - Haymarket Consumer Media[110]
- Revista Racer - junho de 2004 - Haymarket Consumer Media[111]
- Revista Isto É Gente - maio de 2004 - Editora Três (edição extra)[106]
- Revista MotorSport - maio de 2004 - Haymarket Consumer Media[112]
- Revista Flash - maio de 2004 - Editora Escala[106]
- Revista "Lance A+" - Maio de 2004 - Areté Editorial[113]
- Revista Quatro Rodas - maio de 2004 - Editora Abril (edição especial)[106]
- Revista Playboy (Japão) - maio de 2004 - Shueisha[114]
- Revista Autosport - 22 de abril de 2004 - Haymarket Consumer Media[115]
- Revista Veja - 14 de abril de 2004 - Editora Abril[106]
- Revista Isto É - 24 de março de 2004 - Editora Três[106]
- Revista Manchete - março de 2004 - Editora Bloch (edição especial)[116]
- Revista MotorSport - janeiro de 2002 - Haymarket Consumer Media[117]
- Sports Graphic Number (Japão) - 15 de março de 2000 - Bungeishunjū Ltd.[118]
- Revista Autosport - 16 de dezembro de 1999 - Haymarket Consumer Media[119]
- Revista Isto É Gente - 29 de novembro de 1999 - Editora Três[120]
- Revista MotorSport - novembro de 1999 - Haymarket Consumer Media[121]
- Revista Época - 3 de maio de 1999 - Editora Globo (com Viviane Senna na capa com a imagem do irmão ao lado)[122]
- Revista L'Equipe - 30 de abril de 1999 - Éditions Philippe Amaury[123]
- Revista Autosport - 29 de abril de 1999 - Haymarket Consumer Media[124]
- Revista MotorSport - outubro de 1998 - Haymarket Consumer Media[125]
- Revista Autosport - 7 de maio de 1998 - Haymarket Consumer Media[126]
- Revista Quatro Rodas - maio de 1995 - Editora Abril (edição especial)[106]
- Revista Caras - 28 de abril de 1995 - Editora Abril[106]
- Revista Paris Match - 27 de abril de 1995 - Hachette Filipacchi Médias[127]
- Revista da Folha - 25 de dezembro de 1994 - Folha de S.Paulo (Retrospectiva de 1994)[128]
- Revista MotorSport - junho de 1994 - Haymarket Consumer Media[129]
- Revista Racer - junho de 1994 - Haymarket Consumer Media[130]
- Sports Graphic Number (Japão) - 9 de junho de 1994 - Bungeishunjū Ltd.[131]
- Revista Quatro Rodas - maio de 1994 - Editora Abril (edição especial)[106]
- Revista Time - 16 de maio de 1994 - Time Inc. (versão internacional da revista)[132]
- Revista Manchete - maio de 1994 - Editora Bloch (edição especial)[133]
- Revista Veja - 14 de maio de 1994 - Editora Abril[106]
- Revista Paris Match - 12 de maio de 1994 - Hachette Filipacchi Médias[134]
- Revista Manchete - 7 de maio de 1994 - Editora Bloch[135]
- Revista Isto É - 11 de maio de 1994 - Editora Três[106]
- Revista Caras - 6 de maio de 1994 - Editora Abril[106]
- Revista Autosport - 5 de maio de 1994 - Haymarket Consumer Media[136]
- Revista Caras - 4 de maio de 1994 - Editora Abril (edição especial)[106]
- Revista Veja - 3 de maio de 1994 - Editora Abril[106]
- Revista Nova Gente - 11 de maio de 1994 - Editora Impala[106]
- Fatos e Fotos Gente - maio de 1994 - Bloch Editores[106]
- Revista Nova Gente - abril de 1994 - Editora Impala[106]
- Revista Autosport - 28 de abril de 1994 - Haymarket Consumer Media[137]
- Revista Racer - março de 1994 - Haymarket Consumer Media[138]
- Revista Autosport - 27 de janeiro de 1994 - Haymarket Consumer Media[139]
- Revista MotorSport - dezembro de 1993 - Haymarket Consumer Media[140]
- Revista Autosport - 2 de dezembro de 1993 - Haymarket Consumer Media[141]
- Revista Racer - junho de 1993 - Haymarket Consumer Media[142]
- Revista MotorSport - maio de 1993 - Haymarket Consumer Media[143]
- Revista Manchete - 29 de maio de 1993 - Editora Bloch[144]
- Revista Racer - junho de 1992 - Haymarket Consumer Media[145]
- Revista MotorSport - dezembro de 1991 - Haymarket Consumer Media[146]
- Revista Autoesporte - novembro de 1991 - Editora Globo[106]
- Revista Autosport - 14 de novembro de 1991 - Haymarket Consumer Media[147]
- Revista Manchete - 2 de novembro de 1991 - Editora Bloch[148]
- Revista Autosport - 24 de outubro de 1991 - Haymarket Consumer Media[149]
- Revista MotorSport - setembro de 1991 - Haymarket Consumer Media[150]
- Revista Autosport - 15 de agosto de 1991 - Haymarket Consumer Media[151]
- Revista Manchete - 6 de abril de 1991 - Editora Bloch[152]
- Revista Autoesporte - março de 1991 - Editora Globo[106]
- Revista Manchete - 30 de março de 1991 - Editora Bloch[106]
- Revista Quatro Rodas - 29 de março de 1991 - Editora Abril (edição especial)[106]
- Revista MotorSport - dezembro de 1990 - Haymarket Consumer Media[153]
- Revista Autosport - 20 de dezembro de 1990 - Haymarket Consumer Media[154]
- Revista Autosport - 15 de novembro de 1990 - Haymarket Consumer Media[155]
- Revista Quatro Rodas - novembro de 1990 - Editora Abril (edição especial)[106]
- Revista Autoesporte - agosto de 1990 - Editora Globo[106]
- Revista Autosport - 2 de agosto de 1990 - Haymarket Consumer Media[156]
- Revista MotorSport - abril de 1990 - Haymarket Consumer Media[157]
- Revista Autosport - 15 de março de 1990 - Haymarket Consumer Media[158]
- Revista Autosport - 8 de março de 1990 - Haymarket Consumer Media[159]
- Revista Veja - 21 de fevereiro de 1990 - Editora Abril[160]
- Revista Autosport - 18 de janeiro de 1990 - Haymarket Consumer Media[161]
- Revista Show do Esporte - março de 1989 - Editora Lord[106]
- Revista Autoesporte - novembro de 1989 - Editora Globo[106]
- Revista Autosport - 5 de outubro de 1989 - Haymarket Consumer Media[162]
- VIP Exame - fevereiro de 1989 - Editora Abril[106]
- Revista MotorSport - dezembro de 1988 - Haymarket Consumer Media[163]
- Revista Placar - 30 de dezembro de 1988 - Editora Abril (edição especial)[164]
- Revista Quatro Rodas - novembro de 1988 - Editora Abril (edição especial)[106]
- Revista Autoesporte - novembro de 1988 - Editora Globo[106]
- Revista Manchete - 12 de novembro de 1988 - Editora Bloch[165]
- Revista Placar - 4 de novembro de 1988 - Editora Abril[166]
- Revista Autoesporte - agosto/setembro de 1988 - Editora Globo[106]
- Revista Autosport - 26 de junho de 1986 - Haymarket Consumer Media[167]
- Revista MotorSport - maio de 1986 - Haymarket Consumer Media[168]
- Revista Placar - 21 de abril de 1986 - Editora Abril[169]
- Revista Placar - 31 de março de 1986 - Editora Abril[170]
- Revista Placar - 3 de março de 1986 - Editora Abril[171]
- Revista MotorSport - outubro de 1985 - Haymarket Consumer Media[172]
- Revista Autosport - 19 de setembro de 1985 - Haymarket Consumer Media[173]
- Revista Quatro Rodas - março de 1984 - Editora Abril[106]
- Revista Autosport - 27 de outubro de 1983 - Haymarket Consumer Media[174]
- Revista Autosport - 26 de maio de 1983 - Haymarket Consumer Media[175]
- Revista Quatro Rodas - maio de 1983 - Editora Abril[106]

### Outras
A seguir algumas capas de revista onde Ayrton Senna foi o tema principal, entretanto a sua imagem não é mostrada.
- Veja São Paulo - maio de 1994 - Editora Abril - O efeito Senna - paulistanos chocados, começam a dirigir com mais cautela e a usar mais o cinto de segurança.[176]
- Veja São Paulo - março de 1993 - Editora Abril - Na capa aparece o irmão de Ayrton, Leonardo Senna, com o título: Profissão: Irmão - As aventuras do Senna que anda no vácuo do tricampeão.[177]

## Artigos de Revistas
- Aero Magazine - Maio de 2014, Ed. 240, Por Giuliano Agmont, "O Aviador SENNA"[178]
- Super Interessante - Abril de 2014, Ed. 331, Por Marcos Abrucio, "7 mitos sobre Ayrton Senna"[179]
- Super Interessante - Junho de 2009, Ed. 266, Por Alexandre Versignassi, "E se... Ayrton Senna não tivesse morrido?"[180]
- Quatro Rodas - Maio de 2004, Ed. 526, "Especial: Senna 10 anos"[181]
- Manchete - 28 de janeiro de 1995, Ed. 2234, "A vítima da máquina"[182]
- Manchete - 13 de agosto de 1994, Ed. 2210, Por Ivy Fernandes, "A Williams matou Senna?"[183]
- Quatro Rodas - Junho de 1994, Ed. 407, Por Carlos Costa, "Adeus, Ayrton Senna - Um querido filho famoso"[181]
- Quatro Rodas - Junho de 1994, Ed. 407, Por Eduardo Pincigher, "O último teste com a marca do campeão"[181]
- Quatro Rodas - Maio de 1994, Ed. 406, "Um supercarro com o aval de Ayrton Senna"[181]
- Time Magazine - 16 de Maio de 1994, Ed. 143, Por Michael S. Serrill, "Chronicle of a Death Foretold"[184]
- Sports Illustrated - 9 de Maio de 1994, Por Bruce Newman, "The Last Ride"[185]
- Spin - Maio de 1991, Ed. 7, pg. 60-62, Por Dean Kuipers, "Speed Racer"[181]
- Quatro Rodas - Junho de 1989, Ed. 347, "Mônaco: Baile na Corte"[186]
- Placar - 28 de julho de 1986, Ed. 844, pg. 68-71, Por Lemyr Martins, "Uma tarde com Ayrton Senna"[187]
- Quatro Rodas - Setembro de 1985, Ed. 302, "Um outro Senna correu em Zeltweg"[181]
- Quatro Rodas - Maio de 1985, Ed. 298, "A estrela sobe. Estava escrito"[181]
- Placar - 1º de Fevereiro de 1985, Ed. 767, "Senna: Final Feliz"[188]
- Quatro Rodas - Janeiro de 1985, Ed. 294, Por Mário Serapicos, "Garra de Campeão"[181]
- Manchete - Novembro de 1984, Por Fernando Calmon, "Ayrton Senna: Um Susto na Reta da Vitória"[189]
- Quatro Rodas - Outubro de 1984, Ed. 291, Por Wagner Gonzalez, "Um grande garoto-propaganda"[181]
- Quatro Rodas - Outubro de 1984, Ed. 291, Por Wagner Gonzalez, "Senna na equipe dos campeões"[181]
- Quatro Rodas - Agosto de 1984, Ed. 289, Por Wagner Gonzalez, "Ayrton Senna: Garra de Campeão"[181]
- Veja - 13 de Junho de 1984, Ed. 823, "Show na chuva"[181]
- Quatro Rodas - Junho de 1984, Ed. 287, Por Jader de Oliveira, "Ayrton Senna, o Campeão dos Campeões"[181]
- Quatro Rodas - Março de 1984, Ed. 284, Por Roberto Ferreira, "Nossos carros no teste do campeão"[181]
- Manchete - 1984 - Ed. 1678, Por Fernando Calmon, "Ayrton Senna, a estrela de Mônaco"[190]
- Manchete - 1983 - Ed. 1646 - Por Humberto Vasconcelos, "A grande esperança de 1984"[191]
- Manchete - 1983 - Ed. 1634 - Por Maya Santana, "Ayrton Senna: Campeão de todas as fórmulas"[192]
- Manchete - 1983 - Ed. 1625 - Por Celso Arnaldo Araújo, "Ayrton Senna: O brasileiro voador"[193]
- Manchete - 1983 - Ed. 1622 - "Novo campeão brasileiro à vista"[194]
- Quatro Rodas - Novembro de 1983, Ed. 280, "Senna: agora, a Fórmula 1"[181]
- Quatro Rodas - Agosto de 1983, Ed. 277, "A Fórmula 1 à espera de Senna"[181]
- Veja - 8 de Junho de 1983, Ed. 770, "Gênio ao volante"[181]
- Placar - 13 de maio de 1983, Ed. 677, pg. 62-64, Por Lemyr Martins, "O Novo Rei da Inglaterra"[195]
- Quatro Rodas - Abril de 1983, Ed. 273, "E Ayrton Senna começa sua temporada de F3 com vitórias"[181]
- O Cruzeiro - 30 de Outubro de 1982, Ed. 2513, "Um Piloto com a Marca de Campeão"[196]
- O Cruzeiro - 30 de Outubro de 1982, Ed. 2513, "Banerj patrocina Ayrton Senna"[197]
- Quatro Rodas - Junho de 1982, Ed. 263, "Senna, um nome nos planos da McLaren"[181]
- Quatro Rodas - Fevereiro de 1980, Ed. 235, "Kart: o novo título do imbatível Ayrton"[181]
- Quatro Rodas - Novembro de 1979, Ed. 232, "Ayrton Senna, segundo no mundial de kart"[181]

## Entrevistas

### Revistas
- Playboy - Edição de Agosto de 1990, Vol. 181, "Senna na Entrevista: Piquet Sabe Que Sou Homem"[198][199]
- Carícia - Edição de Dezembro de 1986, "Uma Carona com Aytron Senna"[200]
- Quatro Rodas - Edição de Fevereiro de 1986, Vol. 307[181]
- Veja - Edição de 25 de Setembro de 1985, Vol. 890, por: Maurício Cardoso, "O Campeão do Futuro"[201]
- Quatro Rodas - Edição de Abril de 1984, Vol. 285[181]
- Playboy - Edição de Junho de 1983, Vol. 95[202]